# FIRE movement
Рух FIRE (Financial Independence, Retire Early, досліно Рух Вогню) — рух за стиль життя, метою якого є здобуття фінансової незалежності та ранній вихід на пенсію. Модель стала особливо популярною серед мілленіалів у 2010-х роках, набувши популярності в онлайн-спільнотах через інформацію, що публікується в блогах, подкастах і онлайн-форумах.
Ті, хто прагне досягти FIRE, навмисно максимізують рівень своїх заощаджень, знаходячи способи збільшити доходи та/або зменшити витрати разом із агресивними інвестиціями, які знову ж таки збільшують їхні статки та/або доходи. Мета полягає в тому, щоб накопичувати активи, доки отриманий пасивний дохід не забезпечить достатньо грошей для витрат на життя протягом усіх років пенсії. Багато прихильників руху FIRE пропонують правило 4 % як приблизну вказівку щодо відкладення такої кількості доходів, таким чином встановлюючи мету принаймні в 25 разів збільшити передбачувані річні витрати на життя. Після досягнення фінансової незалежності оплачувана робота стає необов'язковою, що дозволяє виходити на пенсію з традиційної роботи на десятиліття раніше стандартного пенсійного віку.

## Опис
FIRE досягається шляхом агресивної економії, набагато більшої ніж стандартні 10–15 %, які зазвичай рекомендують фінансові планувальники. Припускаючи, що витрати дорівнюють доходу мінус заощадження, і нехтуючи прибутками від інвестицій, зауважте, що:
- При рівні заощаджень 10 % потрібно (1-0,1)/0,1 = 9 років роботи, щоб заощадити на 1 рік витрат на життя.
- При нормі заощаджень 25 % потрібно (1-0,25)/0,25 = 3 роки роботи, щоб заощадити на 1 рік витрат на життя.
- При нормі заощаджень 50 % потрібно (1-0,5)/0,5 = 1 рік роботи, щоб заощадити на 1 рік витрат на життя.
- При рівні заощаджень 75 % потрібно (1-0,75)/0,75 = 1/3 року = 4 місяці роботи, щоб заощадити на 1 рік витрат на життя.

З цього прикладу можна зробити висновок, що час до виходу на пенсію значно скорочується зі збільшенням норми заощаджень. З цієї причини ті, хто дотримується принципів FIRE, намагаються заощадити 50 % або більше свого доходу. При нормі заощаджень 75 % знадобиться менше ніж 10 років роботи, щоб накопичити 25-кратних середньорічних витрат на життя, запропонованих правилом «4% безпечного вилучення».
У спектрі FIRE існує два варіанти. Lean FIRE означає можливість дострокового виходу на пенсію за рахунок меншого накопиченого пенсійного доходу та обмежених витрат на життя, що вимагатиме ощадливого способу життя під час виходу на пенсію. З іншого боку — Fat FIRE, що стосується можливості дострокового виходу на пенсію завдяки великій сумі накопичених статків і пасивного доходу без побоювань щодо витрат на життя під час виходу на пенсію. Поєднання цих двох варіантів, відомий як Barista FIRE, відноситься до напівпенсійного способу життя: робота неповний робочий день за додатковий дохід або повний вихід на пенсію, але з партнером, який продовжує працювати.
FIRE розглядається як стиль життя, а не просто інвестиційна стратегія. Загальною проблемою для людей, які обрали собі спосіб життя FIRE, є пошук партнерів, які поділяють ті самі фінансові цілі. Доступність онлайн-ресурсів сприяє поширенню руху серед заможних людей покоління Міленіалу.
Поява соціальних медіа привернула більше уваги до того, як працівники розповідають про своє невдоволення. «Соціальні медіа зробили життя більш чудовим і дорогим, але також дозволяють іншим широко ділитися інформацією про свою фінансову свободу», — сказав Захарі А. Бахнер, CFP(r) Summit Financial.

## Історія
Основні ідеї руху FIRE походять із бестселера 1992 року «Ваші гроші чи ваше життя», написаного Вікі Робін та Джо Домінгесом, а також книги 2010 року «Екстремальний вихід на пенсію» Джейкоба Лунда Фіскера. Ці праці прапагують базовий шаблон поєднання спрощення свого життя з одержання прибутку від інвестицій для досягнення фінансової незалежності. Зокрема, остання книга описує взаємозв'язок між нормою заощаджень і часом до виходу на пенсію, що дозволяє людям швидко спрогнозувати дату виходу на пенсію з огляду на припущений рівень доходів і витрат.
Блог Mr. Money Moustache, який з 2011 року розповідає людям про принципи FIRE викликав інтерес до ідеї досягнення раннього виходу на пенсію за рахунок бережливості та допоміг популяризувати рух FIRE. Інші книги, блоги та подкасти продовжують вдосконалювати та просувати концепцію FIRE. Помітним учасником цього руху є автор «Фінансової свободи» Грант Сабатьє, який тісно співпрацює з Вікі Робін і популяризував ідею побічних перешкод як шлях до прискорення фінансової незалежності. У 2018 році рух FIRE отримав значне висвітлення традиційними основними ЗМІ. Згідно з опитуванням, проведеним Harris Poll пізніше того ж року, 11 % заможніших американців у віці 45 років і старше чули про рух FIRE, тоді як ще 26 % знають про цю концепцію.
У 2020 році з'явилися сайти знайомств і блоги, присвячені об'єднанню партнерів, які поділяють спосіб життя FIRE.

## Критика
Деякі критики стверджують, що рух FIRE «лише для багатих», вказуючи на труднощі досягнення високих норм заощаджень, необхідних для FIRE при низькому доході. Інша поширена критика полягає в тому, що рух FIRE складається лише з білих «технічних братів», і ця ідея підкреслює той факт, що чоловіки надмірно представлені у висвітленні руху FIRE у ЗМІ. Стаття New York Times присвячена жінкам і кольоровим жінкам у русі FIRE. Він підкреслив Кірстен Сондерс і назвав Таню Гестер, автора книги Work Optional, «матріархом жінок FIRE». Пола Пант, ведуча подкасту Afford Anything, і Джаміла Суффрант, ведуча подкасту Journey to Launch, також є видатними кольоровими жінками в русі FIRE.
Деякі також стверджують, що ті, хто раніше вийшов на пенсію, недостатньо відкладають для дострокового виходу на пенсію та багато невідомих, які пов'язані з довшим періодом часу. Оскільки період виходу на пенсію FIRE потенційно може тривати до 70-річного віку, критики кажуть, що недоцільно застосовувати правило 4 %, яке було розроблено для традиційного періоду виходу на пенсію в 30-річному віці. З цієї причини Хестер і економіст Карстен Джеске стверджують, що рівень вилучення коштів становить 3,5 % або менше, що означає економію в 30-40 разів більше своїх річних витрат замість 25-кратних, якщо мета полягає в тому, щоб повністю вийти на пенсію і ніколи більше не заробляти гроші через роботу (тобто надання послуги або продукту).